# 2012년 한국시리즈
2012 팔도 프로 야구 한국시리즈는 2012년 10월 24일부터 삼성 라이온즈와 SK 와이번스의 7전 4선승제 경기로 2012년 11월 1일까지 진행되었다. 한국시리즈 사상 처음으로 3년 연속 같은 팀들간의 대결이 펼쳐졌다. 결과는 총 6차전을 치러 삼성 라이온즈가 4승 2패를 거두며 2연패를 달성하였다. 한국시리즈 MVP로는 타율 0.348 23타수 8안타(1홈런) 7타점을 기록한 이승엽이 선정되었다.

## 정규 시즌
| 순위 | 구단          | 경기수 | 승 | 무 | 패 | 승률  | 승차 |
| ---- | ------------- | ------ | -- | -- | -- | ----- | ---- |
| 1    | 삼성 라이온즈 | 133    | 80 | 2  | 51 | 0.611 | 0.0  |
| 2    | SK 와이번즈   | 133    | 71 | 3  | 59 | 0.546 | 8.5  |
| 3    | 두산 베어스   | 133    | 68 | 3  | 62 | 0.523 | 11.5 |
| 4    | 롯데 자이언츠 | 133    | 65 | 6  | 62 | 0.512 | 13.0 |
| 5    | KIA 타이거즈  | 133    | 62 | 6  | 65 | 0.488 | 16.0 |
| 6    | 넥센 히어로즈 | 133    | 61 | 3  | 69 | 0.469 | 18.5 |
| 7    | LG 트윈스     | 133    | 57 | 4  | 72 | 0.442 | 22.0 |
| 8    | 한화 이글스   | 133    | 53 | 3  | 77 | 0.408 | 26.5 |

## 플레이오프 결과
|  | 준플레이오프 | 준플레이오프  | 준플레이오프 |  |  | 플레이오프 | 플레이오프    | 플레이오프 |  |  | 한국시리즈 | 한국시리즈    | 한국시리즈 |
|  |              |               |              |  |  |            |               |            |  |  |            |               |            |
|  |              |               |              |  |  |            |               |            |  |  | 1          | 삼성 라이온스 | 4          |
|  |              |               |              |  |  | 2          | SK 와이번스   | 3          |  |  | 2          | SK 와이번스   | 2          |
|  | 3            | 두산 베어스   | 1            |  |  | 4          | 롯데 자이언츠 | 2          |  |  |            |               |            |
|  | 4            | 롯데 자이언츠 | 3            |  |  |            |               |            |  |  |            |               |            |

### 준플레이오프
준플레이오프에서는 3위 두산 베어스와 4위 롯데 자이언츠가 2010년 준플레이오프 이후 2년 만에 다시 만나 5전 3선승제의 승부를 겨루었다. 롯데 자이언츠가 1, 2차전을 승리하고 3차전에서 패하였지만 4차전을 승리하면서 포스트 시즌에서 처음으로 두산 베어스를 꺾고 2년 연속 플레이오프에 진출하였다. 시리즈 MVP는 준플레이오프 3경기에서 1승 2세이브를 기록한 롯데 자이언츠 정대현에게 돌아갔다.

### 플레이오프
2011년 플레이오프에 이어 2년 연속 2위 SK 와이번스와 4위 롯데 자이언츠가 5전 3선승제의 플레이오프 승부를 겨루었다. SK 와이번스가 1차전을 승리하고 2,3차전에서 패하였지만 4,5차전을 승리하면서 한국 프로야구 역사상 최초의 6년 연속 한국시리즈 진출이라는 대기록을 달성하게 되었다. 시리즈 MVP는 플레이오프 5경기에서 18타수 8안타 0.444의 타율을 기록한 SK 와이번스 정근우에게 돌아갔다.

## 출전 선수 명단
| 팀            | 선수 명단 |
| 삼성 라이온즈 | * 감 독 - 류중일 - 코 치 - 김성래, 김용국, 김태한, 김한수, 김태균, 김재걸, 오치아이, 세리자와 - 투 수 - 정현욱, 배영수, 윤성환, 오승환, 장원삼, 김희걸, 권혁, 안지만, 차우찬, 심창민, 탈보트, 고든 (12명) - 포 수 - 진갑용, 이정식, 이지영 (3명) - 내야수 - 이승엽, 신명철, 강명구, 조동찬, 박석민, 김상수 (6명) - 외야수 - 강봉규, 박한이, 최형우, 배영섭, 정형식 (5명) |
| SK 와이번스   | * 감 독 - 이만수 - 코 치 - 이광근, 성준, 김태형, 조웅천, 정경배, 김경기, 한혁수 - 투 수 - 송은범, 엄정욱, 윤희상, 이재영, 마리오, 박정배, 최영필, 채병용, 정우람, 박희수, 김광현, 부시 (12명) - 포 수 - 이재원, 정상호, 조인성 (3명) - 내야수 - 이호준, 박정권, 정근우, 최정, 김성현, 박진만, 모창민 (7명) - 외야수 - 김강민, 박재상, 임훈, 조동화 (4명)                 |

## 경기 기록
| 일시                                                                  | 경기  | 원정팀(선공)  | 스코어 | 홈팀(후공)    | 개최 구장             | 개시 시각 | 관중수   | 경기 MVP               |
| --------------------------------------------------------------------- | ----- | ------------- | ------ | ------------- | --------------------- | --------- | -------- | ---------------------- |
| 10월 24일(수)                                                         | 1차전 | SK 와이번스   | 1 - 3  | 삼성 라이온즈 | 대구시민운동장 야구장 | 18시 00분 | 10,000명 | 이승엽 (삼성 라이온즈) |
| 10월 25일(목)                                                         | 2차전 | SK 와이번스   | 3 - 8  | 삼성 라이온즈 | 대구시민운동장 야구장 | 18시 00분 | 10,000명 | 최형우 (삼성 라이온즈) |
| 10월 28일(일)                                                         | 3차전 | 삼성 라이온즈 | 8 - 12 | SK 와이번스   | 인천SSG랜더스필드     | 14시 00분 | 27,600명 | 김강민 (SK 와이번스)   |
| 10월 29일(월)                                                         | 4차전 | 삼성 라이온즈 | 1 - 4  | SK 와이번스   | 인천SSG랜더스필드     | 18시 00분 | 27,600명 | 김광현 (SK 와이번스)   |
| 10월 31일(수)                                                         | 5차전 | SK 와이번스   | 1 - 2  | 삼성 라이온즈 | 서울종합운동장 야구장 | 18시 00분 | 26,000명 | 윤성환 (삼성 라이온즈) |
| 11월 1일(목)                                                          | 6차전 | 삼성 라이온즈 | 7 - 0  | SK 와이번스   | 서울종합운동장 야구장 | 18시 00분 | 26,000명 | 장원삼 (삼성 라이온즈) |
| 우승 : 삼성 라이온즈 (6번째), 한국시리즈 MVP : 이승엽 (삼성 라이온즈) |       |               |        |               |                       |           |          |                        |

## 한국시리즈 경기 결과

### 1차전
2012년 10월 24일 - 대구시민운동장 야구장
| 팀 | 1 | 2 | 3 | 4 | 5 | 6 | 7 | 8 | 9 | R | H | E | B |
| SK 와이번스 | 0 | 0 | 0 | 1 | 0 | 0 | 0 | 0 | 0 | 1 | 5 | 0 | 2 |
| 삼성 라이온즈 ◄ | 2 | 0 | 0 | 0 | 0 | 0 | 1 | 0 | X | 3 | 5 | 1 | 4 |
| 승리 투수: 윤성환 패전 투수: 윤희상 세이브: 오승환 홀드: 심창민, 안지만, 권혁 홈런: 삼성 – 이승엽 (윤희상 상대로 1회 2점) |   |   |   |   |   |   |   |   |   |   |   |   |   |

- 애국가 : KBS 주부합창단
- 시구 : 장의태 (故 장효조 선수 아들)
- 1차전 MVP: 삼성 이승엽 - 2타수 1안타(1홈런) 2타점
- 한국시리즈 26경기 연속 매진
- 삼성 이승엽 역대 포스트 시즌 최다 홈런 타이 기록 (13개)
- 삼성 오승환 포스트시즌 최다 세이브 신기록 (7개)

1차전 선발로 삼성은 윤성환이, SK는 윤희상이 각각 등판했다.
선취점은 삼성이 먼저 올렸다. 1회말에 삼성은 정형식이 볼넷으로 출루한 후 이승엽이 좌측 담장을 넘기는 2점 홈런(비거리 105m)을 뽑으며 2-0으로 앞서 나갔다.
그러나 SK는 4회초에 정근우가 볼넷으로 출루하고 이어서 도루와 실책으로 만든 2사 3루에서 이호준의 적시타로 1점을 만회하였다. 이후 경기는 팽팽한 투수전으로 펼쳐졌다.
삼성은 7회말 이지영의 안타와 김상수의 희생 번트로 만든 1사 2루에서 배영섭의 내야 안타 때 대주자 강명구가 홈으로 들어오면서 3:1로 달아났다. 점수차를 벌린 후 삼성은 불펜 투수들이 무실점으로 막아냈다. 반면 SK 윤희상은 8이닝 5피안타 1홈런 6삼진 3실점으로 호투하였지만 1회에 이승엽에게 맞은 홈런의 여파를 이겨내지 못하였고 팀 타선의 침묵으로 인해 완투패를 당했다.

### 2차전
2012년 10월 25일 - 대구시민운동장 야구장
| 팀 | 1 | 2 | 3 | 4 | 5 | 6 | 7 | 8 | 9 | R | H | E | B |
| SK 와이번스 | 0 | 0 | 0 | 0 | 0 | 1 | 0 | 2 | 0 | 3 | 5 | 1 | 3 |
| 삼성 라이온즈 ◄ | 0 | 0 | 6 | 0 | 0 | 0 | 2 | 0 | X | 8 | 7 | 0 | 5 |
| 승리 투수: 장원삼 패전 투수: 마리오 산티아고 홈런: SK – 정근우 (장원삼 상대로 6회 1점) 삼성 – 최형우 (마리오 산티아고 상대로 3회 4점) |   |   |   |   |   |   |   |   |   |   |   |   |   |

- 애국가 : 가수 패티김
- 시구 : 탤런트 윤세아
- 2차전 MVP: 삼성 최형우 - 4타수 1안타(1홈런) 4타점
- 삼성 최형우 역대 포스트 시즌 11번째 만루 홈런 (한국시리즈 통산 3호 홈런, 삼성 소속으로는 최초)
- SK 박진만 역대 포스트시즌 첫 100경기 출전
- 한국시리즈 27경기 연속 매진

2차전 선발로 삼성은 장원삼이, SK는 마리오 산티아고가 각각 등판했다.
삼성은 3회말에 조동찬과 진갑용의 연속 안타와 김상수의 희생 번트로 만든 1사 2,3루에서 배영섭이 중견수의 키를 넘기는 2타점 적시 2루타를 기록했고, 정형식의 삼진 이후, 이승엽과 박석민의 볼넷으로 만든 2사 만루에서 최형우가 우측 담장을 넘기는 만루 홈런(비거리 120m)을 기록하면서 6-0으로 앞서 나갔다. SK는 6회초에 정근우가 좌측 담장을 넘어가는 1점 홈런(비거리 105m)을 뽑아내며 1점을 따라갔지만, 삼성은 7회말에 김상수의 볼넷으로 만든 무사 1루에서 배영섭이 중견수 키를 넘기는 1타점 적시 2루타와 박석민의 적시타로 다시 2점을 추가`다. 다시 8회초에 김성현과 정근우의 연속 안타와 상대 실책, 박재상의 2루수 땅볼로 2점을 따라갔으나 승부와는 상관없었다.

### 3차전
2012년 10월 28일 - 인천SSG랜더스필드
| 팀 | 1 | 2 | 3 | 4 | 5 | 6 | 7 | 8 | 9 | R  | H  | E | B |
| 삼성 라이온즈 | 0 | 0 | 6 | 0 | 1 | 0 | 0 | 0 | 1 | 8  | 8  | 3 | 5 |
| SK 와이번스 ◄ | 1 | 0 | 2 | 2 | 0 | 6 | 0 | 1 | X | 12 | 17 | 1 | 2 |
| 승리 투수: 송은범 패전 투수: 안지만 홈런: 삼성 – 최형우 (채병용 상대로 3회 3점) SK – 박진만 (차우찬 상대로 4회 1점), 김강민 (안지만 상대로 6회 3점), 이호준 (김희걸 상대로 8회 1점) |   |   |   |   |   |   |   |   |   |    |    |   |   |

- 애국가 : 가수 소찬휘
- 시구 : 지누션 션 / 시타 : 배우 정혜영
- 3차전 MVP: SK 김강민 - 5타수 3안타(1홈런) 4타점
- 한국시리즈 28경기 연속 매진
- SK, 한국시리즈 3차전 7연승

원래 경기는 10월 27일에 예정되어 있었으나 비로 하루 연기된 3차전 선발로 삼성은 배영수가, SK는 데이브 부시가 각각 등판했다.
SK는 1회말에 정근우의 2루타와 박재상의 우익수 플라이로 만든 1사 3루에서 최정의 적시타로 먼저 득점을 올렸다.
그러나 삼성은 3회초에 진갑용의 볼넷, 김상수의 번트 때 SK의 수비 실책, 배영섭의 몸에 맞는 볼로 만든 무사 만루에서 정형식의 밀어내기 볼넷, 이승엽의 2타점 적시타로 3점을 먼저 뽑았고, 뒤이어 최형우가 오른쪽 담장을 넘어가는 3점 홈런(비거리 120m)을 뽑아내며 6-1로 경기를 뒤집었다.
하지만 SK는 이어진 3회말 공격에서 최정의 2루타로 만든 2사 2루에서 박정권과 김강민의 연속 안타로 2점을 만회했고, 4회말에는 박진만이 왼쪽 담장을 넘어가는 1점 홈런(비거리 110m)로 1점을 만회한 뒤, 정근우가 내야 안타에 이어 도루와 상대 실책으로 3루까지 가고 최정의 볼넷으로 만든 2사 1,3루에서 삼성 심창민의 폭투로 3루 주자가 홈인, 6:5로 점수차를 좁혔다.
삼성이 이어진 5회초 공격에서 2사후 박한이의 몸에 맞는 볼과 조동찬의 1타점 2루타로 7-5로 만들었지만, SK는 6회말에 박진만의 2루타와 임훈의 번트 안타로 만든 무사 1,3루에서 정근우의 1타점 적시타로 다시 점수차를 1점차로 좁혔고, 최정의 내야 안타와 삼성의 수비 실책으로 경기를 뒤집었다. 이어 박정권의 고의 볼넷으로 만든 2사 1,2루에서 김강민이 왼쪽 담장을 넘어가는 3점 홈런(비거리 120m)을 뽑으며 11-7까지 달아났다. 8회말에는 이호준이 왼쪽 담장을 넘어가는 1점 홈런(비거리 115m)을 뽑아내며 12-7로 만들었다.
삼성은 9회초 2사 후 이승엽의 2루타와 신명철의 적시타로 1점을 따라갔지만 승부와는 상관없었다. SK는 역대 한국시리즈 3차전 무패라는 진기록을 세웠다.

### 4차전
2012년 10월 29일 - 인천SSG랜더스필드
| 팀 | 1 | 2 | 3 | 4 | 5 | 6 | 7 | 8 | 9 | R | H | E | B |
| 삼성 라이온즈 | 0 | 0 | 0 | 0 | 0 | 1 | 0 | 0 | 0 | 1 | 8 | 0 | 2 |
| SK 와이번스 ◄ | 0 | 0 | 0 | 3 | 0 | 0 | 1 | 0 | X | 4 | 8 | 0 | 0 |
| 승리 투수: 김광현 패전 투수: 미치 탈보트 세이브: 정우람 홀드: 송은범, 박희수 홈런: SK – 박재상 (미치 탈보트 상대로 4회 1점), 최정 (미치 탈보트 상대로 4회 1점) |   |   |   |   |   |   |   |   |   |   |   |   |   |

- 애국가 : 가야금 앙상블 '라온 G'
- 시구 : 가수 '시크릿' 전효성 / 시타 : 가수 '시크릿' 송지은
- 4차전 MVP: SK 김광현 - 5이닝 6피안타 4탈삼진 1실점
- SK 박재상, 최정 역대 포스트 시즌 19번째 백투백 홈런 (한국시리즈 통산 7번째 백투백 홈런)
- 한국시리즈 29경기 연속 매진

4차전 선발로 삼성은 미치 탈보트가, SK는 김광현이 각각 등판했다.
경기는 3회까지 투수전으로 펼쳐졌으나 SK는 4회초 위기 이후 이어진 4회말에 박재상이 오른쪽 담장을 넘어가는 1점 홈런(비거리 115m)을, 최정이 왼쪽 담장을 넘어가는 1점 홈런(비거리 105m)을 각각 뽑아내며 한국시리즈 통산 7번째 백투백 홈런을 기록하였고 뒤이어 이호준의 2루타, 김강민의 적시타로 3-0으로 달아났다.
삼성이 6회초, 박한이와 이승엽의 연속 안타와 송은범의 폭투로 만든 1사 2,3루에서 최형우의 희생 플라이로 1점을 따라갔지만, SK가 7회말에 박정권과 김강민의 연속 안타로 만든 1사 1,3루 상황에서 대타 조인성의 희생 플라이로 1점을 추가하였다. 이후 SK는 박희수와 정우람이 무실점으로 삼성의 공격을 막아내며 2승째를 기록하였고, 시리즈는 원점이 되었다.

### 5차전
2012년 10월 31일 - 서울종합운동장 야구장
| 팀                                                              | 1 | 2 | 3 | 4 | 5 | 6 | 7 | 8 | 9 | R | H | E | B |
| SK 와이번스                                                     | 0 | 0 | 0 | 1 | 0 | 0 | 0 | 0 | 0 | 1 | 6 | 1 | 1 |
| 삼성 라이온즈 ◄                                                 | 1 | 0 | 1 | 0 | 0 | 0 | 0 | 0 | X | 2 | 5 | 1 | 3 |
| 승리 투수: 윤성환 패전 투수: 윤희상 세이브: 오승환 홀드: 안지만 |   |   |   |   |   |   |   |   |   |   |   |   |   |

- 애국가 : 가수 이적
- 시구 : 유중근 (대한적십자사 총재) / 시타 : 이혁 (새터민 어린이)
- 5차전 MVP: 삼성 윤성환 - 6이닝 5피안타 3탈삼진 1실점
- 한국시리즈 30경기 연속 매진
- SK 윤희상 역대 포스트 시즌 1이닝 최다 폭투(2개) 타이 기록 (포스트시즌 통산 7번째, 한국시리즈 통산 4번째)
- 삼성 오승환 포스트시즌 최다 세이브 신기록 (8개)

5차전 선발로 삼성은 윤성환이, SK는 윤희상이 각각 등판했다.
선취점은 삼성이 먼저 올렸다. 삼성은 1회말에 정형식과 이승엽의 안타로 만든 2사 1,3루에서 윤희상의 폭투로 3루 주자가 홈으로 들어면서 득점하였다. 다시 3회말에 삼성은 이승엽과 최형우의 연속 안타와 상대 실책으로 만든 1사 1,3루에서 박한이의 유격수 땅볼에 박진만이 글러브에서 공을 제대로 빼지 못해 3루 주자가 홈인하여 점수를 2:0으로 만들었다.
SK는 이어진 4회초에 박재상과 최정의 내야 안타로 만든 무사 1,2루에서 이호준의 적시타로 1점을 따라갔으나 박정권의 보내기 번트 실패와 이호준의 주루 미스 등으로 더 이상의 득점을 내지 못했고, 경기는 이후부터 투수전으로 진행되면서 더 이상의 득점 없이 끝났다. 9회초 최정이 3루타를 치며 출루했지만 적시타 내지는 희생플라이가 나오지 않았다.

### 6차전
2012년 11월 1일 - 서울종합운동장 야구장
| 팀                                                                                                | 1 | 2 | 3 | 4 | 5 | 6 | 7 | 8 | 9 | R | H | E | B |
| 삼성 라이온즈 ◄                                                                                   | 1 | 0 | 0 | 6 | 0 | 0 | 0 | 0 | 0 | 7 | 9 | 1 | 3 |
| SK 와이번스                                                                                       | 0 | 0 | 0 | 0 | 0 | 0 | 0 | 0 | 0 | 0 | 2 | 0 | 0 |
| 승리 투수: 장원삼 패전 투수: 마리오 산티아고 홈런: 삼성 – 박석민 (마리오 산티아고 상대로 4회 2점) |   |   |   |   |   |   |   |   |   |   |   |   |   |

- 애국가 : 이병우 (기타리스트)
- 시구 : 탤런트 이동욱

6차전 선발로 삼성은 장원삼이, SK는 마리오 산티아고가 각각 등판했다. 1회초에 삼성은 배영섭과 정형식의 연속 안타와 정형식의 도루로 만든 1사 2,3루에서 최형우의 희생 플라이로 선취점을 올렸다. 이후 점수를 내지 못하던 삼성은 4회초에 박한이가 안타로 출루한 후, 시리즈 내내 부진했던 박석민이 왼쪽 담장을 넘기는 2점 홈런(비거리 120m)을 뽑아냈고, 조동찬, 김상수의 볼넷으로 만든 2사 1,2루에서 배영섭의 1타점 적시타, 정형식의 볼넷으로 만든 2사 만루에서 이승엽이 3타점 3루타를 기록하면서 7-0을 만들었다. 반면, SK는 전날 있었던 5차전 9회초 통한의 무사 3루 찬스 무산의 여파로 4회에 투수진이 무너진 것은 물론이고, 삼성 선발 장원삼에게 막혀 2개의 안타를 뽑아낼 정도로 타선이 침묵하는 등 투타 모두 삼성에 압도당하면서 무기력한 패배를 당하고 말았다. 이로써 삼성은 2년 연속 한국시리즈를 제패했다.
한국시리즈 MVP로는 삼성의 이승엽이 기자단 투표 71표 가운데 47표를 얻으며 뽑혔다. 이로써 이승엽은 생애 처음으로 한국시리즈 MVP를 차지하게 되었다.
- 6차전 MVP: 삼성 장원삼 (7이닝 1피안타 9탈삼진 무실점)
- 한국시리즈 MVP: 삼성 이승엽 (타율 0.348, 23타수 8안타(1홈런) 7타점)

## 중계 일정
2012년 한국 시리즈는 다음과 같은 방송사로부터 중계방송되었다.

### TV 중계
- 1차전(10월 24일)
  - SBS HD 캐스터 : 배기완, 해설 : 양준혁
- 2차전(10월 25일)
  - MBC HD 캐스터 : 한광섭, 해설 : 허구연
- 3차전(10월 28일)
  - KBS2 HD 캐스터 : 김현태, 해설 : 이용철
- 4차전(10월 29일)
  - SBS HD 캐스터 : 배기완, 해설 : 양준혁
- 5차전(10월 31일)
  - MBC HD 캐스터 : 한광섭, 해설 : 허구연
- 6차전(11월 1일)
  - KBS2 HD 캐스터 : 김현태, 해설 : 이용철

### 라디오 중계
- 1차전(10월 24일)
  - KBS 제2라디오 캐스터 유지철 해설 이용철
  - SBS 라디오 (수도권 로컬) 캐스터 김환 해설 안경현
  - 원음방송
  - 대구MBC (대구, 경북 로컬)
  - 대구방송
  - KNN 라디오 (부산, 경남 로컬) 캐스터 현승훈 해설 이성득
- 2차전(10월 25일)
  - KBS 제2라디오 캐스터 김관동 해설 이용철
  - SBS 라디오 (수도권 로컬) 캐스터 김환 해설 양준혁
  - 원음방송
  - 대구MBC (대구, 경북 로컬)
  - 대구방송
  - KNN 라디오 (부산, 경남 로컬) 캐스터 현승훈 해설 이성득
- 3차전(10월 28일)
  - KBS 제2라디오 캐스터 표영준 해설 민훈기
  - SBS 라디오 (수도권 로컬) 캐스터 염용석 해설 김정준
  - 원음방송
  - 대구MBC (대구, 경북 로컬)
  - 대구방송
  - KNN 라디오 (부산, 경남 로컬) 캐스터 현승훈 해설 이성득
- 4차전(10월 29일)
  - KBS 제2라디오 캐스터 유지철 해설 민훈기
  - SBS 라디오 (수도권 로컬) 캐스터 염용석 해설 윤석환
  - 원음방송
  - 대구MBC (대구, 경북 로컬)
  - 대구방송
  - KNN 라디오 (부산, 경남 로컬) 캐스터 현승훈 해설 이성득
- 5차전(10월 31일)
  - KBS 제2라디오 캐스터 김관동 해설 이용철
  - SBS 라디오 (수도권 로컬) 캐스터 김환 해설 안경현
  - 원음방송
  - 대구MBC (대구, 경북 로컬)
  - 대구방송
  - KNN 라디오 (부산, 경남 로컬) 캐스터 현승훈 해설 이성득
- 6차전(11월 1일)
  - KBS 제2라디오 캐스터 표영준 해설 민훈기
  - SBS 라디오 (수도권 로컬) 캐스터 김환 해설 양준혁
  - 원음방송
  - 대구MBC (대구, 경북 로컬)
  - 대구방송
  - KNN 라디오 (부산, 경남 로컬) 캐스터 현승훈 해설 이성득

## 같이 보기
- 2012년 한국프로야구
- 2012년 월드 시리즈
- 2012년 일본 시리즈